# Jacques van der Smissen
Jacques Louis Dominique Baron van der Smissen (* 21. Oktober 1788 in Brüssel; † 5. Februar 1856 in Wiesbaden) war ein belgischer General.

## Leben
Jacques van der Smissen trat 1807 als Freiwilliger in die französische Armee unter Napoleon ein und wurde 1809 zum Unterleutnant befördert. Er nahm am Russlandfeldzug (1812) teil und verließ anschließend die französische Armee im März 1813.
Ein Jahr später trat er in die niederländische Armee ein und wurde dort zum Major befördert. Er nahm als Kommandeur der Artillerie an der Schlacht bei Waterloo (18. Juni 1815) teil. Hierfür wurde es mit dem Militär-Wilhelms-Orden ausgezeichnet und als Ritter in die Ehrenlegion aufgenommen. Im August 1818 trat er aus der niederländischen Armee aus und wurde in den Adelsstand erhoben. 
Jacques van der Smissen war ab 1816 verheiratet mit Louise Graves (1795–1850), Tochter des britischen Admirals Richard Graves (1758–1836). Er erwarb das Schloss der ehemaligen Abtei von Kortenberg und ergänzte seinen Namen um den Zusatz „de Cortenberg“. Der General Alfred van der Smissen (1823–1895) war sein Sohn. 
Während der Belgischen Revolution von 1830 stand Jacques van der Smissen zunächst auf der Seite der Belgier und wurde nach den Septembertagen zum Generalleutnant befördert sowie als Kommandant der belgischen Garnison in Antwerpen eingesetzt. Aufgrund seiner engen Beziehungen zum Prinzen von Oranien nahm er 1831 an einem versuchten Staatsstreich der Orangisten teil. Er wurde denunziert, konnte jedoch fliehen und ließ sich in Wiesbaden nieder. Dort erhielt er von König Wilhelm I. der Niederlande eine jährliche Rente von 4000 Gulden.
Nach einer allgemeinen Amnestie kehrte Jacques van der Smissen 1839 nach Belgien zurück und hoffte auf eine Wiedereinsetzung in seinen Rang als Generalleutnant. Die Wiedereinsetzung wurde allerdings vom belgischen Parlament abgelehnt und führte zum Sturz der Regierung de Theux (1840). 
Jacques van der Smissen war im September 1841 erneut in einen versuchten Staatsstreich verwickelt, bei dem er zusammen mit dem General Auguste van der Meere den belgischen König Leopold I. während der Feierlichkeiten zum belgischen Nationalfeiertag entführen und möglicherweise die Macht in Brüssel übernehmen wollte. Diesmal wurde er festgenommen und ein Jahr später zum Tode verurteilt. Es gelang ihm allerdings als Frau verkleidet aus der Kaserne in Brüssel zu fliehen und endgültig nach Wiesbaden zu flüchten, wo er im Jahr 1856 starb.